# 福建省泉州实验中学
福建省泉州实验中学（旧称“泉州市第五中学分校”即泉州五中分校）坐落于福建省泉州市，是一所民办全日制完全中学。其前身是泉州五中初中部。

## 学校简介
- 2001年泉州市第五中学初中部初一年段被民营化析出成立泉州五中分校，暂时借用位于鲤城区桂坛巷的泉州五中校区进行教学工作。
- 2002年位于丰泽区圣湖社区的泉州五中分校校区落成，原泉州五中初中部初一教师学生整体搬迁至新校区。泉州五中分校已与泉州五中无实质关系（前者已是民办学校，后者则是市教育局行政直管的公立学校），该校以五中的名义招揽了大批优质生源。
- 2004年该校终止使用“泉州五中分校”的校名，启用“福建省泉州实验中学”校名，但对外仍宣称“原泉州五中分校”。
- 2005年该校开始设立高中部。
- 2008年首届高中毕业生完成学业，至此，该校成为具有100个教学班，6个年级的完全中学。